# Палац Бельвю
Палац Бельвю (нім. Schloss Bellevue, bɛlvy) — палац у північній частині парку Тіргартен в Берліні.
У палаці розташовується резиденція федерального президента Німеччини. До кінця 2005 року в палаці проходила реконструкція, і президент використовував як резиденцію замок Шарлоттенбург.

## Історія
Палац Бельвю, розташований на березі річки Шпрее, побудований 1786 року архітектором Міхаелем Філіпом Боуманом як літня резиденція принца Августа Фердинанда, молодшого брата прусського короля Фрідріха II. Гостями Бельвю свого часу були Фрідріх Шиллер, королівське подружжя Фрідріх Вільгельм і Луїза, Вільгельм фон Гумбольдт і Наполеон.
Внутрішнє оздоблення 1791 року після руйнувань у Другу світову війну відновили за збереженими оригінальними ескізами. З 1959 палац був місцем розташування установи міністрів федеральних земель Німеччини.